# Мустай Карим
Мустай Карим (на башкирски. на татарски: Мостай Карим; рождено име – Мустафа Сафич Каримов (Мустафа Сафа син Каримов); 20 октомври 1919 г., Кляшево, Уфимска губерния, РСФСР – 21 септември 2005 г., Уфа, Русия) – башкирски поет, писател и драматург. Герой на социалистическия труд (1979), заслужил артист на РСФСР (1982), народен поет на Башкирската АССР (1963), лауреат на Ленинската награда (1984), Държавната награда на СССР (1972), Държавната награда на РСФСР. „К. С. Станиславски“ (1967) и наградата „Салават Юлаева“ (1967). Кавалер на два ордена на Ленин (1967, 1979). Член на Съюза на писателите на СССР от 1940 г. Член на КПСС (б) от 1944 г. Участник във Великата отечествена война.

## Биография
Роден на 20 октомври 1919 г. в село Кляшево, Уфимска губерния, в селско семейство. Произхожда от татари, преселили се в село Кляшево в началото на 18 век след закупуване на земя от башкирски патримониални собственици и според документите е посочен като татарин; според документите за награждаване той също се споменава като башкир. Според дъщерята на поета той идва от Тептярите, така че говори добре татарски.
Мустай Карим започва да пише в средата на 30-те години. През 1938 г. излиза първата му книга със стихове „Потегля четата“ („Отряд ҡугғалды“, съвместно с В. В. Нафиков), а през 1941 г. излиза втората му книга „Гласовете на пролетта“ („Яги Тауйщар“), публикувани.
През 1941 г. завършва езиково-литературния факултет на Башкирския държавен педагогически институт на името на К. А. Тимирязев. След като завършва института, той е призован в Червената армия и е изпратен в Муромското училище за комуникации. През май 1942 г. с чин младши лейтенант е изпратен в 17-та мотострелкова бригада като началник на свръзките на артилерийския дивизион. През август 1942 г. той е тежко ранен и прекарва около шест месеца в болници. След възстановяване се завръща на фронтовата линия като кореспондент на фронтови вестници. Бил е кореспондент на руския вестник „За честта на Родината“ и татарския национален вестник „Съвет на Сугищиси“ (татарско издание на вестник „Советски воин“) На Воронежкия фронт се запознава с татарски писатели, по това време кореспонденти на вестник „Ватан намусы очен“ („За честта на родината“), Ахмет Ерикей, Гали Хужи и Риза Ишмурат, с последните двама остава приятел до живот.
Удостоен е с военни награди, сред които през август 1944 г. – орден „Отечествена война“ 2-ра степен; по това време той има чин старши лейтенант и е кандидат-член на ВКП(б).
Член на Съюза на писателите на СССР от 1940 г. От 1951 до 1962 г. е председател на управителния съвет на Съюза на писателите на Башкирската автономна съветска социалистическа република, от 1962 до 1984 г. – секретар на управителния съвет на Съюза на писателите на РСФСР.
Мустай Карим съчетава плодотворна литературна работа с многостранна обществена дейност: избиран е за делегат на конгресите на КПСС, от 1955 до 1980 г. е депутат във Върховния съвет на РСФСР от 4-ти – 11-ти свиквания, заместник-председател на Президиум на Върховния съвет на РСФСР, заместник-председател на Върховния съвет на РСФСР, депутат от Върховния съвет на Башкирската автономна съветска социалистическа република, дълги години е председател на Башкирския комитет за мир, член на Комитет за Ленин и държавни награди към Съвета на министрите на СССР и член на Президентския съвет на Република Башкортостан.

## Смърт
Мустай Карим почива след два инфаркта на 21 септември 2005 г., докато е в Републиканския кардиологичен диспансер в Уфа. Погребан е в мюсюлманското гробище на Уфа.

## Творчество
Карим публикува повече от 100 стихосбирки и прозаични сборници, над 10 драматургични произведения. Колекции от стихотворения и поеми „Черни води“, „Завръщане“, „Европа-Азия“, „Времена“, пиеси „Страната на Айгул“, „Отвличане на момиче“, „В нощта на лунно затъмнение“, „Салават. Седем мечти през реалността“, „Не хвърляй огън, Прометей!“, повестта „Радостта на нашия дом“, „Таганок“, „Прощаване“, „Дълго, дълго детство“, „Селски адвокати“ (Дружба на народите). списание, 1988, № 8). Произведенията на Мустай Карим са преведени на десетки езици на Русия и света. Въз основа на пиесата „В нощта на лунно затъмнение“ през 1978 г. Свердловското филмово студио заснема едноименен филм. Историята „Дълго, дълго детство“ е заснета през 2004 г. във филмовото студио Башкортостан от режисьора Булат Юсупов. През май 2023 г. излиза военната драма „Помилване“ на режисьора Айнур Аскаров по едноименния разказ на Карим.

## Звания и награди
- Герой на социалистическия труд (19 октомври 1979)
- Орден за заслуги към отечеството II степен (9 ноември 2004) – за изключителен принос в развитието на родната литература и дългогодишна творческа дейност[9]
- Орден за заслуги към отечеството III степен (28 април 1995) – за заслуги към държавата, постигнати успехи в труда, науката, културата, изкуството, голям принос за укрепване на приятелството и сътрудничеството между народите[10]
- 2 ордена на Ленин (28 октомври 1967; 19 октомври 1979)
- Орден на Отечествената война I степен (3 ноември 1985)
- Орден на Отечествената война II степен (17 юли 1945)
- 2 ордена на Червеното знаме на труда (8 юни 1955; 28 ноември 1969)
- Орден за приятелство на народите (16 ноември 1984)
- Орден на Червената звезда (25 септември 1944)
- Орден на значката на честта (22 март 1949)
- Заслужил артист на РСФСР (1982)
- Народен поет на Башкирската автономна съветска социалистическа република (1963)
- Почетен академик на Академията на науките на Башкортостан (1992)
- Ленинска награда (1984) – за трагедията „Не хвърляй огън, Прометей!“ и за разказа „Дълго, дълго детство“
- Държавна награда на СССР (1972) – за стихосбирката „След години“ (1971)
- Държавна награда на RSFSR на името на К. С. Станиславски (1967) – за пиесата „Нощта на лунното затъмнение“, поставена на сцената на башкирския ADT
- Републиканска награда на името на Салават Юлаев (1967) – за 1-ви том на „Избрани произведения“
- Международна награда на името на М. А. Шолохов в областта на литературата и изкуството (1999)
- Почетен диплом на Международното жури на името на Х. С. Андерсен (1978) – за книгата „В очакване на новини“

## Литературно наследство
- Мустай Карим. Времето е крилат кон. – Издателство „Современник“, Москва, 1972 г. Тираж 25 000 бр.
- Мостай Карим. Стихотворения и поеми. – Книгоиздателство Татарстан, Казан, 1977 г. Тираж 7000 бр.
- Мустай Карим. Пардон: Разкази. – М.: Известия, 1989. – 304 стр. Тираж 100 000 бр.
- Мустай Карим. Едно дълго, дълго детство: Разказ. – М.: Издателство „Современник“, 1977 г. (Римски вестник, № 4 (866), 1979 г. Тираж 2 495 000 екземпляра.
- Ще се случи. Том I: Стихотворения. – Уфа: Книга, 2009. – 512 страници. ISBN 978-5-295-04903-3 (том I)
- Ще се случи. Том II: Стихотворения, преводи на стихове. – Уфа: Книга, 2011. – 416 страници. ISBN 978-5-295-05408-2 (том II)
- Ще се случи. Том III: пиеси, либрета. – Уфа: Книга, 2012. – 608 страници. ISBN 978-5-295-05627-7 (том III)
- Ще се случи. Том IV: Драми, новели, разкази, приказки. – Уфа: Книга, 2013. – 506 страници.

## Мустай Карим на български
- Карим, Мустай. Дълго-дълго детство.   София, Народна култура, 1979. с. 290.
- Карим, Мустай. Помилване.   София, Партиздат, 1988. с. 151.